# جاك ماسو
جاك إيميل ماسو (بالفرنسية: Jacques Massu) إسمه ينطق (ʒak masy) من مواليد (5 مايو 1908 – 26 أكتوبر 2002) كان جنرال فرنسي قاتل في الحرب العالمية الثانية، وحرب الهند الصينية الأولى، والحرب الجزائرية وأزمة السويس. قاد القوات الفرنسية في معركة الجزائر، اعترف بمسئوليته عما جرى من تعذيب ضد أبناء الشعب الجزائري.

## الجزائر
في عام 1955، كان لواءًا برتبة عميد في قيادة مجموعة المظليين، ومن عام 1956 فرقة المظليين العاشرة. عين ماسو في الجزائر ردًا على موجة الهجمات المسلحة والتفجيرات التي قامت بها جبهة التحرير الوطني الجزائرية. تمكن ماسو في نهاية المطاف بمعركة الجزائر العاصمة في عام 1957، والتي إستطاعت خلالها القوات الفرنسية بتفوقها على الخصم من التعرف على قيادة جبهة التحرير الوطني في الجزائر واعتقال جل قياداته من خلال التطبيق المفرط لأساليب الاستجواب القسرية والتعذيب حتى الموت للثوار الجزائريين في العاصمة وضواحيها. في يوليو 1958، تمت ترقيته إلى القسم العام وتولى قيادة فيلق الجيش بالجزائر العاصمة، بالإضافة إلى مهام محافظ منطقة الجزائر العاصمة.
اعترف ماسو طوعيا باستخدامه للتعذيب والتقتيل القصري على الثوار الجزائريين دون محاكمة. ومع ذلك، أصر على أنه لن يعرض أي شخص أبدًا لأي معاملة لم يجرّبها بنفسه أولاً.
في فيلم " معركة الجزائر" لعام 1966 الذي أصدره جيلو بونتيكورفو، كان عرض مثير للجدل للأحداث في الجزائر بين عامي 1954 و 1957 تم حظره في فرنسا لمدة خمس سنوات بعد إطلاقه بسبب الميول المؤيدة للجزائر، الشخصية الفرنسية الرئيسية العقيد. ماثيو هي شخصية إعتمدت على ماسو والعديد من مرؤوسيه، من المحتمل أن يكون من بينهم روجي ترينكي ومارسيل بيجار.

## انقلاب 1958
بدأ الانقلاب في الجزائر عام 1958 عندما عرضت الحكومة الفرنسية إمكانية التتفاوض مع جبهة التحرير الوطني، مما أدى إلى زعزعة الاستقرار وعدم فعالية الجمهورية الرابعة. في 13 أيار/مايو، استولت عناصر يمينية على السلطة في الجزائر العاصمة ودعت إلى حكومة للسلامة العامة بقيادة الجنرال ديغول. أصبح ماسو رئيس لجنة السلامة العامة وأحد قادة التمرد. هدد الانقلابيين بالقيام بهجوم على باريس، شارك فيه جنود المظليين والقوات المدرعة المتمركزة في رامبوييه، ما لم يكن شارل ديغول مسؤولاً عن الجمهورية. وقد قام ديغول بذلك وفقًا للشرط المسبق لإدخال دستور جديد، مما أدى إلى إنشاء رئاسة قوية يحكم فيها رئيس تنفيذي وحيد، كان أوله ديغول، لمدة سبع سنوات. بهذه التعديلات أعلن عن ميلاد الجمهورية الخامسة.

في 14 يناير 1960، أجرى ماسو مقابلة مع صحيفة سودويتش تسايتونج التي أعلن فيها: 
الجيش لديه القوة. لن يظهرها، لأن الفرص الحالية تسمح. لكن الجيش سيستخدم قوته في مناسبة واحدة (...) إذ سيشجع المستوطنين على تشكيل منظمات شبه عسكرية بتزويدهم بالسلاح. 
 استدعي ماسو على الفور إلى باريس حيث أعفي من القيادة ونُقل إلى ميتز.:446–7 تم استبداله في الجزائر بالجنرال جان كريبين.:449

## الاقتباسات
- «أعطني فرقتين وغداً، يمكنكم تناول وجبة الإفطار في شارع سان جيرمان» (رسالة لديغول، في مظاهرات مايو '68)
- «أنا جندي وأطيع»
- شارل ديغول: «يا ماسو، هل ما زلت غبيًا؟»
  - إجابة جاك ماسو: «لا زلت ديغولي، جنرال!»

### قائمة المراجع
- Codevilla، أنجيلو وسيبوري، بول. الحرب: النهايات والوسائل، الطبعة الثانية. فرجينيا: كتب بوتوماك، 2006.
- غراندو، دينيس وفالنسيلي، جوزيف. "d la découverte de leurs racines"، L'Intermédiaire des Chercheurs et Curieux، Paris، 1988.

## روابط خارجية
- جاك ماسو على موقع مونزينجر (الألمانية)
- جاك ماسو على موقع ميوزك برينز (الإنجليزية)
- (بالفرنسية) Ordre de la Libération